# Interstitial
Interstitial (v českém překladu „vsunutá stránka“) je formát internetové reklamy, který se zobrazuje přes většinu plochy webové stránky na 5 až maximálně 18 sekund před načtením nové požadované stránky. Po několika sekundách automaticky zmizí. Musí obsahovat tlačítko „Zavřít“ a odkaz „Přeskočit reklamu“, tzv. funkce skip.
Interstitial tvoří kreativa, buď flashová nebo statický grafický formát (SWF, GIF, PNG, JPG). Datová velikost je do 100 kB. Obsah načítané stránky je na pár sekund překryt bílou plochou, na níž se objeví banner s kreativou, který vlastně naruší plynulý pohyb po webu.
Tento reklamní formát je považován za dosti agresivní, je velmi drahý a vyznačuje se špatným poměrem mezi cenou a výkonem. Přesto se stále využívá, zejména nadnárodními společnostmi a velkými korporacemi při uvádění nových produktů na trh, kampaních podporujících značku a dalších akcích.